# Parasphenula boranensis
Parasphenula boranensis is een rechtvleugelig insect uit de familie Pyrgomorphidae. De wetenschappelijke naam van deze soort is voor het eerst geldig gepubliceerd in 1939 door Salfi.